# Orquestra Sinfônica de Yucatan

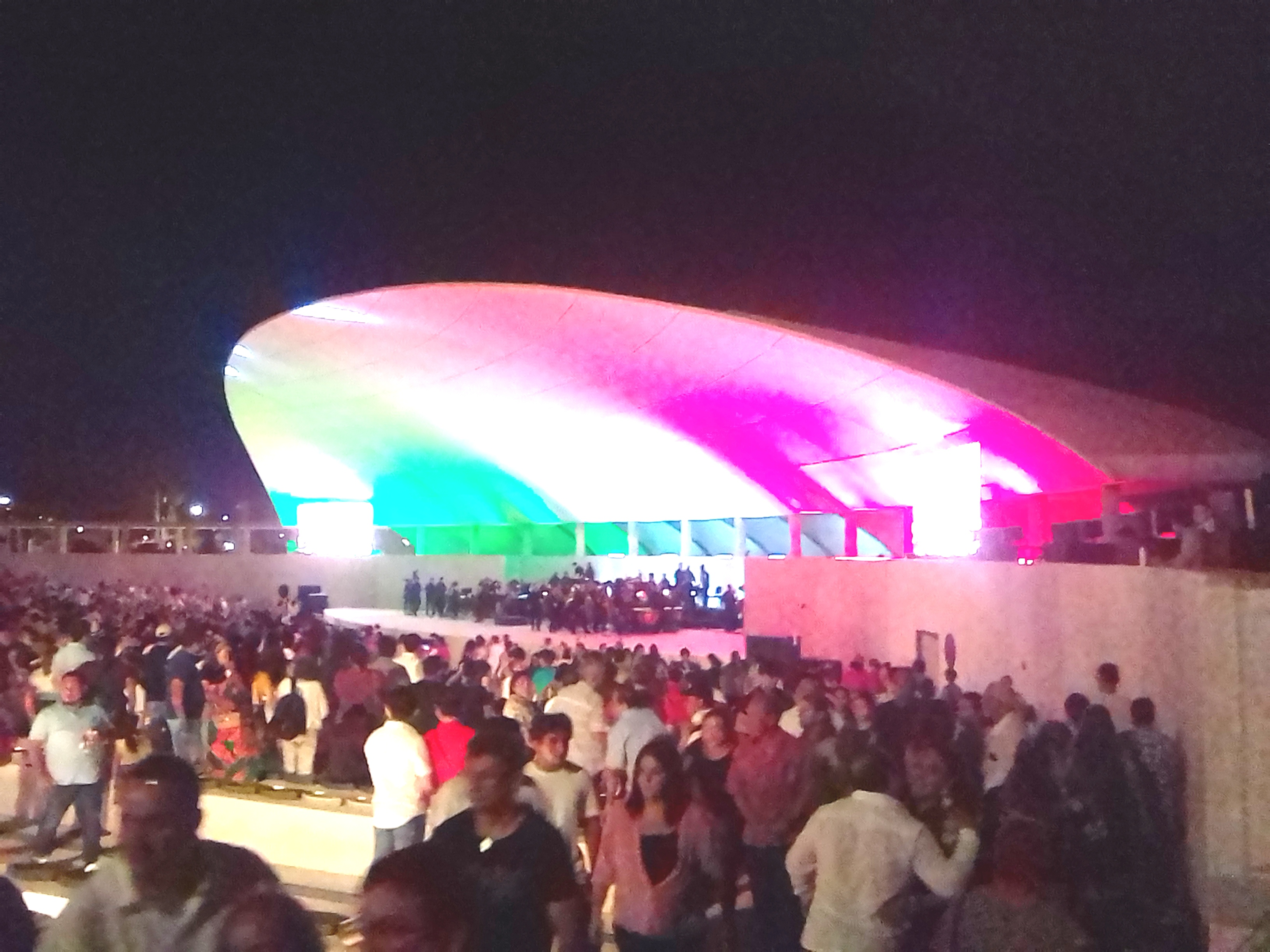
Orquestra Sinfônica de Yucatán no Parque de la Plancha. Imagem datada de 6 de outubro de 2024.

A Orquestra Sinfônica de Yucatan é uma orquestra baseada em Mérida, Yucatán, México.

## História
A Orquestra foi fundada em Fevereiro de 2004 pelo Governo do Estado de Yucatán. O concerto inaugural foi no dia 27 e Fevereiro de 2004 sob a regência de Juan Felipe Molano Muñoz.

## Maestros
- Juan Felipe Molano Muñoz (2004-2007).
- José Luis Chan Sabido (Janeiro-Junho 2008).
- Juan Carlos Lomónaco (Janeiro 2009)

## Instrumentação
São cinquenta e cinco músicos:
- 8 Primeiros Violinos
- 7 Segundos Violinos
- 7 Violas
- 6 Violoncelos
- 4 Contrabaixos
- 3 Flautas
- 2 Oboés
- 2 Clarinetes
- 2 Fagotes
- 4 Trompas
- 3 Trompetes
- 3 Trombones
- 1 Tuba
- 1 Harpa
- 2 Percussionistas